# Präfekturparlament Okinawa

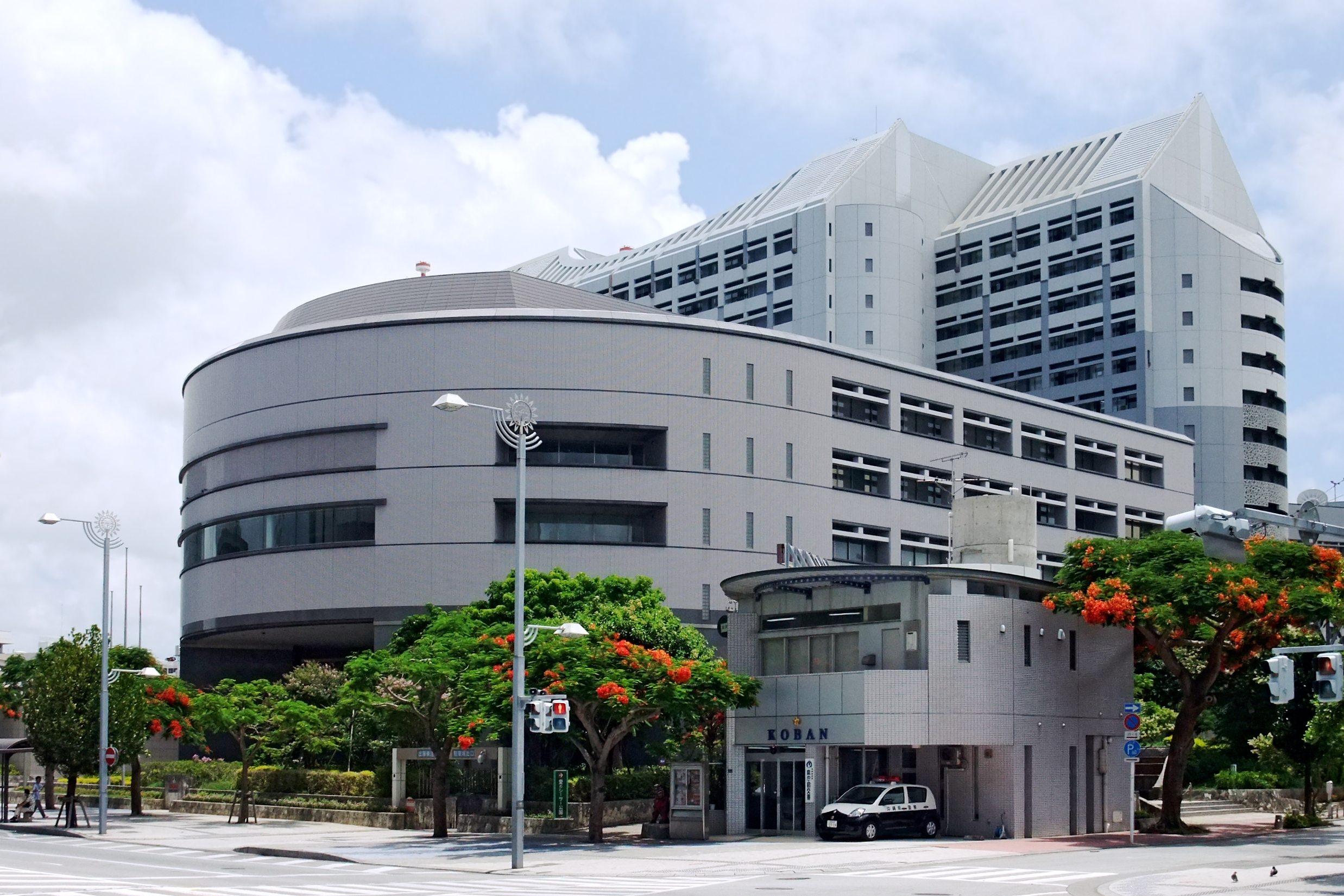
Das Parlamentsgebäude in Naha im Vordergrund, im Hintergrund das Hauptgebäude der Präfekturverwaltung

Das Präfekturparlament Okinawa (jap. 沖縄県議会 Okinawa kengikai) ist das Parlament (gikai) der japanischen Präfektur (ken) Okinawa. Heute funktioniert es grundsätzlich wie andere Präfekturparlamente: Es verabschiedet den Präfekturhaushalt, Satzungen (jōrei) und muss wichtigen Personalnominierungen des Gouverneurs für die Präfekturverwaltung Okinawa zustimmen; die Abgeordneten werden alle vier Jahre direkt durch nicht übertragbare Einzelstimmgebung gewählt. Seine Vorgeschichte ist aber ein Sonderfall in Japan.

## Zusammensetzung und letzte Wahl
- KPJ: 4
- Tīda Heiwa Net (てぃーだ平和ネット, tīda=okinawanisch „Sonne/sonnig“, heiwa=„Frieden“; mit SDP): 8
- Okinawa Shakai Taishūtō: 3
- Okinawa shinpū („Frischer Wind Okinawa“; mit KDP): 5
- Ishin no kai: 2
- Kōmeitō: 4
- Okinawa Jimintō・Mushozoku no kai („LDP Okinawa/Unabh. Vers.“): 22

Das Parlament von Okinawa hat heute regulär 48 Mitglieder, die in 13 Wahlkreisen gewählt werden, darunter kein einziger Einmandatswahlkreis (winner-take-all) und sechs Zweimandatswahlkreise, in denen eine Sitzteilung zwischen den beiden größten Lagern oder Parteien wahrscheinlich ist; die meisten übrigen Wahlkreise haben Magnituden zwischen drei und fünf, der Wahlkreis 那覇市・南部離島 Naha-shi/nanbu ritō (Stadt Naha/südliche äußere Inseln), der aus der Hauptstadt Naha und einem Teil des dem Landkreises Shimajiri besteht, wählt elf Abgeordnete.
Das Parlament ist neben denen von Tokio, Ibaraki, Iwate, Miyagi und Fukushima eines von zuletzt sechs Präfekturparlamenten, die nicht bei einheitlichen Regionalwahlen gewählt werden. Stattdessen hat es seit der Wiedereinrichtung nach der Rückgabe der US-Ryūkyū-Inseln im Juni 1972 einen eigenen Wahlzyklus, dem auch noch eine Reihe von Kommunalwahlen in Okinawa folgen (daher manchmal als „kleine/Mini-/lokale/Okinawa-einheitliche Regionalwahlen“ bezeichnet).
Bei den letzten Wahlen im Juni 2024 gewannen die Liberaldemokratische Partei (LDP) als stärkste Partei und die Kōmeitō Sitze hinzu, während die „Präfekturregierungsparteien“, das heißt die linken Stüzpunktgegner, die seit 2014 den Gouverneur von Okinawa stellen, die absolute Mehrheit verlor. Die Begriffe „Präfekturregierungs-“ und „-oppositionsparteien“ (kensei-yotō/yatō) werden in Japan zwar verwendet, haben aber nicht die gleiche engere Bedeutung wie in parlamentarischen Systemen wie etwa auf Nationalebene: Da der Gouverneur in einem Präsidialsystem direkt gewählt wird, ist er nicht zwangsläufig auf eine feste Mehrheit im Parlament angewiesen.

## Geschichte
Okinawa war seit der vollen Eingliederung in das japanische Kaiserreich zwar bereits Präfektur (ken), aber anfangs ähnlich wie die Hokkaidō (heute als „Nordmeerpräfektur/Präfektur Hokkai“ interpretiert, damals zählten aber nur -fu und -ken vollwertig als Präfekturen, die -dō wurde erst 1946 ganz gleichgestellt) noch nicht voll mit den anderen Präfekturen des japanischen Mutterlands gleichgestellt und erhielt erst schrittweise die gleichen (ohnehin sehr begrenzten) Selbstverwaltungsrechte. Erst 1909 wurde in Okinawa die Präfekturordnung (fukensei) von 1890 gültig, und es erhielt eine gewählte Präfekturversammlung (kenkai). Sie erlosch mit Beginn der US-Militärregierung der Ryūkyū-Inseln. In der USCAR wurde nach einem provisorischen Vorläufer 1952 ein gewähltes Parlament eingerichtet, das Rippōin (立法院 englisch Legislature of the Government of the Ryukyu Islands). Als die US-Ryūkyū-Inseln 1972 wieder zur japanischen Präfektur Okinawa wurden, entstand wieder ein Präfekturparlament, nun wie im Rest Japans seit 1947 unter dem Namen -gikai und mit den von Verfassung und Selbstverwaltungsgesetz garantierten umfassenderen Selbstverwaltungsrechten. (In der Praxis sind allerdings viele japanische Präfektur- und Kommunalparlamente zu den meisten Zeiten sehr „zahm“: der Anteil der von der Exekutive eingebrachten und vom Parlament ohne grundsätzliche Änderungen verabschiedeten Satzungsinitiativen/Haushaltsentwürfe/Personalnominierungen ist insgesamt hoch.) In Okinawa bleibt die weiterhin umfangreiche US-Militärpräsenz ein Streitthema, und besonders, wenn wie in den letzten Jahren eine linke Mehrheit im Präfekturparlament besteht und ein linker Gouverneur regiert, sind politische Konflikte mit japanischer Nationalregierung und Pentagon über die Militärstützpunkte an der Tagesordnung.